# Nikita Alexandrowitsch Schurschin

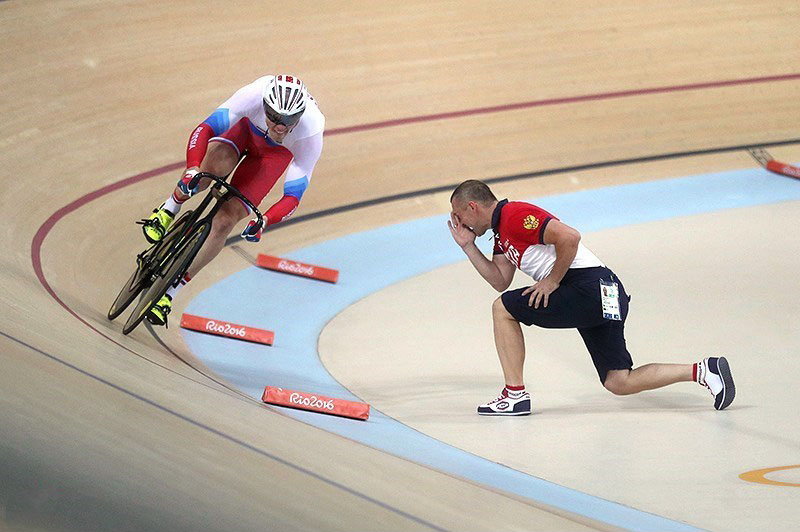
Schurschin bei den Olympischen Spielen 2016 in Rio

Nikita Alexandrowitsch Schurschin (russisch Никита Александрович Шуршин; * 8. April 1993 in Tula) ist ein ehemaliger russischer Bahnradsportler.

## Sportliche Laufbahn
2011 gewann Nikita Schurschin beim renommierten Moskauer Sprint-Turnier Memorial Alexander Lesnikow im Sprint sowie im Keirin. Bei den UCI-Bahn-Weltmeisterschaften der Junioren 2011 errang er die Silbermedaille im Keirin sowie die Bronzemedaille im Teamsprint, gemeinsam mit Wiktor Nenastin und Alexander Scharapow. Bei den Bahn-Europameisterschaften der Junioren wurde er ebenfalls Zweiter im Keirin und Dritter im Teamsprint (mit Nenastin und Scharapow). Im selben Jahr verbesserte er zweimal den Junioren-Weltrekord über 200 Meter bei fliegendem Start.
Für die Olympischen Spiele 2012 in London war Schurschin als Ersatzfahrer für den Teamsprint gemeldet, kam aber nicht zum Einsatz. Bei den UEC-Bahn-Europameisterschaften 2012 der Elite im litauischen Panevėžys belegte er im Sprint und im Teamsprint (mit  Denis Dmitrijew und Sergei Kutscherow) jeweils Rang vier und im Keirin Rang neun. Im Jahr darauf wurde er russischer Meister im Teamsprint, gemeinsam mit Andrei Kubejew und Denis Schurschin. 2014 wurde er zweifacher Europameister (U23) im Sprint und im Keirin sowie Sieger im Großen Preis von Deutschland.
2016 wurde Schurschin für die Teilnahme an den Olympischen Spielen in Rio de Janeiro nominiert, wo er im Sprint Rang 26 belegte. 2018 beendet er seine Radsportlaufbahn.

## Erfolge
2011
- Junioren-Europameisterschaft – Sprint
- Junioren-Europameisterschaft – Teamsprint (mit Alexei Scharapow und Wiktor Nenastin)

2012
- Junioren-Weltmeisterschaft – Keirin
- Junioren-Weltmeisterschaft – Teamsprint (mit Wiktor Nenastin und Alexander Scharapow)
- Junioren-Europameisterschaft – Sprint
- Junioren-Europameisterschaft – Teamsprint (mit Wiktor Nenastin und Alexander Scharapow)

2013
- Russischer Meister – Teamsprint (mit Andrei Kubejew und Denis Schurschin)

2014
- Europameisterschaft – Teamsprint (mit Pawel Jakuschewski und Denis Dmitrijew)
- U23-Europameister – Sprint, Keirin

2015
- U23-Europameisterschaft – Keirin
- U23-Europameisterschaft – Sprint, Teamsprint (mit Alexander Dubtschenko und Alexander Scharapow)

2017
- Russischer Meister – Teamsprint (mit Alexander Scharapow und Shane Perkins)

## Teams
- 2012 Moscow Track Team